# WITS Academy
Teen Witch
WITS Academy est une telenovela américaine en 20 épisodes de 22 minutes créée par Mariela Romero et Catharina Ledeboer et diffusée entre le 5 et le 30 octobre 2015 sur Nickelodeon. C'est un spin-off de la série télévisée américaine Teen Witch (Every Witch Way).
La série est diffusée en avant-première le 31 octobre 2018 est officiellement diffusée du 11 mars 2019 au 5 avril 2019 en Belgique.

## Synopsis
Cette nouvelle série est un spin off de Teen Witch (Every Witch Way), elle est centrée sur Andi Cruz, qui est maintenant une gardienne en formation à la WITS Academy, l'école la plus estimée du Magical Realm pour les sorcières et les sorciers en formation. Mais en tant que meilleure amie et gardienne non officielle pour être choisie, elle devra travailler dur pour prouver qu'elle peut répondre aux attentes en tant que première (et unique) gardienne humaine. De plus, elle est chargée d'obtenir les diplômes des sorcières et sorciers les plus difficiles du Magical Realm pour le jour de l'obtention du diplôme, dont une est la petite sœur de Jax Jessie ! Au fil du temps, elle devra décider qui est un ami, qui est un ennemi et qui peut être plus.

## Fiche technique
- Titre original : WITS Academy
- Titre français : WITS Academy
- Création : Mariela Romero, Catharina Ledeboer
- Pays d'origine :  États-Unis
- Chaîne d'origine : Nickelodeon
- Langue originale : anglais
- Genre : Telenovela, Teen drama, fantasy, comédie

## Distribution

### Acteurs principaux
- Daniela Nieves (VFB : Sophie Frison) : Andi Cruz
- Julia Antonelli (de) (VFB : Alayin Dubois) : Jessie Novoa
- Jailen Bates (VFB : Matt Mourdon) : Ben Davis
- Kennedy Lea Slocum (VF : Barbara Tissier) : Ruby Webber
- Meg Crosbie (VFB : Nancy Philippot) : Emily Prescott
- Timothy Colombos (de) (VFB : Thibaut Delmotte) : Ethan Prescott
- Ryan Cargill (VFB : Gauthier de Fauconval) : Luke Archer
- Lidya Jewett (VFB : Elsa Poisot) : Gracie Walker
- Andrew Ortega (VFB : Alessandro Bevilacqua) : Sean De Soto
- Tyler Perez (VFB : Pierre Le Bec) : Cameron Masters
- Jazzy Williams (VFB : Claire Tefnin) : Kim Sanders
- Todd Allen Durkin (VFB : Olivier Cuvellier) : Agamemnon

### Acteurs secondaires
- Peter Dager : Harris
- Erin Whitaker : Sienna
- Andrea Canny : Amelia Foiler
- Michael St. Pierre : Leopald Archer
- Paola Andino : Emma Alonso

## Épisodes
| Saison | Saison | Épisodes | États-Unis     | États-Unis      | Belgique                                                               | Belgique     | France | France |
| Saison | Saison | Épisodes | Début          | Fin             | Début                                                                  | Fin          | Début  | Fin    |
| ------ | ------ | -------- | -------------- | --------------- | ---------------------------------------------------------------------- | ------------ | ------ | ------ |
|        | 1      | 20       | 5 octobre 2015 | 30 octobre 2015 | 31 octobre 2018 (avant-première)11 mars 2019 (officiellement diffusée) | 5 avril 2019 | TBA    | TBA    |

### Saison 1 (2015)
En France, la date est inconnue, en Belgique la série a été diffusée en avant-première le 31 octobre 2018 et officiellement diffusée du 11 mars 2019 au 5 avril 2019 sur Nickelodeon Belgique.
| №  | #  | Titre français                  | Titre original        | Diffusions Belge                                                       | Diffusions originale | Code de prod. |
| -- | -- | ------------------------------- | --------------------- | ---------------------------------------------------------------------- | -------------------- | ------------- |
| 1  | 1  | Le nouveau gardien              | The New Guard         | 31 octobre 2018 (avant-première)11 mars 2019 (officiellement diffusée) | 5 octobre 2015       | 101           |
| 2  | 2  | La mystérieuse créature         | The Jinx              | 12 mars 2019                                                           | 6 octobre 2015       | 102           |
| 3  | 3  | Le diable est née               | The Root of All Evil  | 13 mars 2019                                                           | 7 octobre 2015       | 103           |
| 4  | 4  | Où est Jex                      | Hide and Go Hex       | 14 mars 2019                                                           | 8 octobre 2015       | 104           |
| 5  | 5  | Sorcifiée                       | Switcherooed          | 15 mars 2019                                                           | 9 octobre 2015       | 105           |
| 6  | 6  | Trip Power                      | Power Trip            | 18 mars 2019                                                           | 13 octobre 2015      | 106           |
| 7  | 7  | Partenaires !                   | Sparring Partners     | 19 mars 2019                                                           | 14 octobre 2015      | 107           |
| 8  | 8  | Gardien de malheur              | No Pain, No Gain      | 20 mars 2019                                                           | 15 octobre 2015      | 108           |
| 9  | 9  | On est arrivés !                | Finish Line           | 21 mars 2019                                                           | 16 octobre 2015      | 109           |
| 10 | 10 | Introuvable                     | Who's My WIT?         | 22 mars 2019                                                           | 19 octobre 2015      | 110           |
| 11 | 11 | Chasse aux sorcières            | Witch Hunt            | 25 mars 2019                                                           | 20 octobre 2015      | 111           |
| 12 | 12 | Le Rubis                        | Bizarro Ruby          | 26 mars 2019                                                           | 21 octobre 2015      | 112           |
| 13 | 13 | Le côté obscure d'un secret     | Her Darkest Secret    | 27 mars 2019                                                           | 22 octobre 2015      | 113           |
| 14 | 14 | Mon pote d'Orlando              | My Buddy from Orlando | 28 mars 2019                                                           | 23 octobre 2015      | 114           |
| 15 | 15 | Bancal !                        | Wonky Andi            | 29 mars 2019                                                           | 26 octobre 2015      | 115           |
| 16 | 16 | La lampe magique de la sorcière | The Witch's Bottle    | 1er avril 2019                                                         | 27 octobre 2015      | 116           |
| 17 | 17 | Le procès                       | On Trial              | 2 avril 2019                                                           | 28 octobre 2015      | 117           |
| 18 | 18 | Chez Cameron, ses règles !      | Cameron Rules         | 3 avril 2019                                                           | 29 octobre 2015      | 118           |
| 19 | 19 | C'est plus que de la magie      | It Must Be Magic      | 4 avril 2019                                                           | 30 octobre 2015      | 119           |
| 20 | 20 | Magie le jour, magie toujours ! | It Must Be Magic      | 5 avril 2019                                                           | 30 octobre 2015      | 120           |